# Polysphenodon
Polysphenodon – rodzaj sfenodonta z rodziny hatteriowatych (Sphenodontidae). Żył w późnym triasie na terenach współczesnej Europy. Holotyp odnaleziono w okolicach Hanoweru. Okaz zaginął w latach 30. XX wieku, jednak zachowały się jego kopie.
Polysphenodon był blisko spokrewniony z Brachyrhinodon i Clevosaurus, wraz z którymi należy do kladu Clevosauridae. Zarówno Polysphenodon, jak i Brachyrhinodon miały tępe pyski, jednak jak wykazali Fraser i Benton (1989) stopień skrócenia pyska u obu tych form był przeszacowany ze względu na zniekształcenia znanych skamieniałości. Wydłużona okolica skroniowa oraz długość regionu międzyoczodołowego większa niż długość płyty ciemieniowej są cechami zaawansowanymi wśród hatteriowatych. Polysphenodon w obu przypadkach wykazuje cechy plezjomorficzne, zaś Brachyrhinodon – zaawansowane. Kości kończyn Polysphenodon są stosunkowo długie w porównaniu z rozmiarami czaszki. Podobne proporcje miały również niektóre gatunki z rodzaju Homoeosaurus. Podobieństwa te wynikają jednak z raczej z podobnych wymagań lokomotorycznych niż bliskiego pokrewieństwa ewolucyjnego.